# Elymnias tinctoria
Elymnias tinctoria är en fjärilsart som beskrevs av Moore 1878. Elymnias tinctoria ingår i släktet Elymnias och familjen praktfjärilar. Inga underarter finns listade i Catalogue of Life.